# Tamjeong: The Beginning
Tamjeong: The Beginning (탐정: 더 비기닝?, Tamjeong: Deo biginingLR), noto anche con il titolo internazionale The Accidental Detective, è un film del 2015 scritto e diretto da Kim Jung-hoon.
La pellicola ha avuto un seguito, intitolato Tamjeong: Litonjeu (2018).

## Trama
L'investigatore Joon-soo viene accusato di omicidio, di conseguenza il collega e amico Noh Tae-soon, insieme al conoscente Kang Dae-man, che da sempre desidera risolvere misteri, si mettono alla ricerca dei veri colpevoli.